# アカン人の宗教
アカン人の宗教とは、アカン人またはアシャンティ人の宗教である。
ガーナとコートジボワールに暮らすアカン人の宗教では単一の創造神が信仰されている。この主神は地域により呼び名が変わり、一般的には全知全能（アカンの言葉でBrekyirihunuade）であるといわれている。しかし神の性質には名前と同様曖昧な部分がある。
アシャンティ人の信仰の中での創造神はニャメ（あるいはニャンコポン）と呼ばれ全知全能の空の父である。この主神と配偶神、アサセ・ヤの間にはビア（Bia）とタノ（Tano）という2人の子がいる。
アシャンティ人の宗教において、宇宙を創造した神としてはオドマンコマ（Odomankoma、永遠の発明家）の名前がよく挙がる。その他創造神話にはオボアディ（Oboadee、創造者）、アナセ・コクロク（Anase Kokuroku、偉大な設計者、または偉大なクモ）の名前が挙がることもある。
またアシャンティの人々は人間を手助けする存在としてアボサム（abosam、下位の神様であり、むしろ精霊に近い存在）を信仰している。
アシャンティの民話に登場し、トリックスターを演じるクモのアナンシはアシャンティの英雄である。アボサムは彼らの力を主神から受け取っており、目に見える世界と結びつけて考えられることが多い。司祭職はそれぞれのアボサムに仕え、アボサムと人間を仲介するものとしての役割を果たす。アシャンティの宗教を信仰するものは概ね毎日の祈祷を実践しており、例えばお酒を垂らすといった献酒が行われ、土地に埋葬された祖先と世界に遍く存在する精霊、オボサムに祈りが捧げられる。また祖先崇拝も存在している。